# イギリス航空省
航空省（こうくうしょう Ministry of Aviation）はかつて1959年から1967年の期間に存在した民間航空行政を統括するイギリスの行政機関。

## 概要
航空機産業の再編に伴い、1959年に創設され、1967年に廃止された。限られたリソースを有効に活用するために開発機種が重複しないように航空行政を統括した。既に第二次世界大戦前に創設されていたドイツ航空省は民間航空行政も統括したが、航空省は軍用機は民間機のみに限定された。イギリスでは軍用機の開発は空軍省が統括した。
1967年2月15日にハロルド・ウィルソン政権下で技術省に吸収された。

## 経緯
当時、民間機の市場は徐々に規模の経済の恩恵を享受するアメリカの航空機産業によってイギリス機の市場は徐々に追い詰められ、さらに植民地が独立したため、かつての市場を維持する事もままならない状況だった。また、ジェット化が進み、航空機の開発費は軍用機と同様に高騰し続けていた。
1965年12月に議会に提出されたプラウデン委員会は民間機の新規開発に政府の強力な支援が不可欠である事を提言していた。

## 評価
航空省が設立されたことで、各社の民間機開発に伴う利害調整で開発機種を事前に絞り込む事で重複する開発によるリソースの無駄遣いを避けたり、後世の航空機の開発、生産において一定の役割を果たしたとされる。その後、イギリスの航空機産業は国際共同開発を模索する。